# Споменак
Споменак, прави или водени заборавак (лат. Myosotis scorpioides или Myosotis palustris) је врста биљке из рода заборавакa (Myosotis) из породице бораговки (Boraginaceae).

## Распрострањеност и станиште
Ова зељаста вишегодишња биљка је пореклом из Европе и Азије, али је распрострањена и на другим континентима, укључујући већи део Северне Америке као унесена врста, а понекад и као коров.‍:596 Биљка је честа и распрострањена у Британији, али је веома ретка на Џерсију.
Најчешће се среће на влажним или мочварним стаништима, попут тресетишта, бара, потока, канала, мочвара и река. Иако преферира влажна тла, може преживети и потпуно потопљена у води, често формирајући плутајуће простирке.

## Опис
Биљка је усправна или уздижућа, висине до 70 , са малим цветовима (8‑12 ) који су у пупољку ружичасти, а након отварања плави са жутим центром и белим нектарним водичима. Карактеристична је по дугачком стубићу. Листови су издужени до линеарни, длакави са обе стране. Цвета од средине пролећа до првих мразева у умереној клими.
Myosotis scorpioides је позната и као водена скорпионска трава због спиралног облика цвасти у виду скорпионског завијутка (scorpioid cyme). Цветна круница је цеваста, а нектар који се налази у основи цветова сисају инсекти и мале птице које их опрашују.

## Историјски и културни значај
Према старој европској легенди, цвет је добио име по витезу и његовој вереници који су шетали поред воде и угледали овај цвет. Дама је пожелела да има један од тих лепих цветова, а витез је кренуо да јој испуни жељу. Међутим, када је дохватио цвет, пао је у воду, ухватио се за заборавке који су расли поред обале и док се давио, узвикнуо је: „Не заборави ме!“
Споменак је од 1908. године и цвет покрајине Далсланд у Шведској.

## Галерија
- Цела биљка
- Цветови
- Листови

- Илустрација из Thomé-ове књиге Flora von Deutschland, Österreich und der Schweiz (1885)
- Анна Мунте-Норштедт, Мртва природа са ирисима и споменком (1922)
- Водени споменак (Myosotis scorpioides) у Пенсилванији
- Детаљ са слике Лукаса Кранаха Старијег Девојка са споменком